# Finance (časopis)
Finance so slovenski poslovni dnevni časopis. Direktor in glavni urednik je Peter Frankl.

## Zgodovina
Prva številka Financ je izšla 20. maja 1992. Finance so bile najprej finančni časopis, ki je izhajal ob sredah in petkih. V leto 1993 so Finance vstopile z več kot 2000 naročniki. Leta 1994 je uprava Gospodarskega vestnika, takratnega lastnika Financ, vodenje časopisa konec leta zaupala Petru Franklu. 
Leto 1999 je bilo za Finance prelomno. Gospodarski vestnik je iskal strateškega partnerja in ga našel v okviru švedske mednarodne založniške skupine Bonnier AB, ki izdaja poslovni dnevnik Dagens Industri. Ustanovljena je bila družba Časnik Finance d.o.o., v katerem je imel Gospodarski vestnik 50-odstotni delež, Dagens Industrie 45-ostotnega, nekaj posameznikov pa 5-odstotnega. Direktor Časnika Finance je postal Jurij Giacomelli. Od oktobra 2000 je začela izhajati internetna različica časopisa. 
15. februarja 2001 so Finance postale dnevnik. Skladno z novo periodiko izhajanja so dobile tudi novo obliko; logotip se je spremenil in postal rdeče barve. Leta 2005 se je spremenila lastniška sestava, saj je Bonnier Business Press AB, v katerega se je preimenovala Dagens Industrie Holding, z odkupom polovičnega lastniškega deleža od skupine Gospodarski vestnik, postal 99,59 % lastnik, z odkupom lastniških deležev od fizičnih oseb pa leto pozneje 100 % lastnik. Družba Časnik Finance je od skupine Gospodarski vestnik odkupila blagovne znamke revij Manager, Trgovina, Okolje&Energija in Tajnica. Slednjo je podjetje kasneje prodalo. 
V letu 2006 se je spremenilo vodstvo Časnika Finance. Prvega aprila je direktor postal Peter Frankl, ki je poleg direktorskega položaja ohranil tudi delo odgovornega urednika.
Z letom 2024 kot prvi slovenski časopis ukinja tiskano izdajo in bo izhajal samo še na spletu.

## Druge izdaje pod logotipom Finance
Časnik Finance d.o.o. poleg Financ izdaja revije Intervencija, Kamion&bus, Medicina danes, Mineral&gradnja, Moje finance in Viva Medicina & ljudje ter kopico spletnih strani, prav tako posvečenim različnim poslovnim področjem. Enkrat na leto izda Manager 100 najbogatejših Slovencev.